# Cimetière central de Sofia
Le cimetière central de Sofia (bulgare : Централни софийски гробища, Tsentralni sofiyski grobishta), aussi dénommé cimetière d'Orlandovtsi (« Орландовци »), est le cimetière principal de Sofia, la capitale de la Bulgarie.

## Personnalités ayant leur sépulture au cimetière
- Georgi Mikhailov Dimitrov, dirigeant communiste
- Blaga Dimitrova, poétesse
- Mykhaïlo Drahomanov, idéologue, essayiste, économiste, historien, philosophe et ethnologue ukrainien
- Nicola Ghiuselev, chanteur d'opéra
- Todor Jivkov, homme politique communiste
- Lioudmila Jivkova, fille du précédent, femme politique
- Apostol Karamitev, acteur
- Aleko Konstantinov, écrivain
- Andreï Liaptchev, Premier ministre de Bulgarie
- Andrei Lukanov, homme politique, Premier ministre de Bulgarie
- Georgi Manev, physicien
- Elin Pelin, écrivain-conteur
- Petko Sirakov, lutteur
- Pencho Slaveykov, poète
- Petko Slaveykov, poète, journaliste et folkloriste
- Hristo Smirnenski, écrivain, poète et révolutionnaire
- Stefan Stambolov, homme d'État, révolutionnaire et poète
- Dimitar Stanchov, diplomate et un homme politique
- Dimitar Talev, écrivain et journaliste
- Andrey Toshev, diplomate et un homme politique